# Laudelina de Campos Melo
Laudelina de Campos Melo (Poços de Caldas, Minas Gerais, 12 de octubre de 1904-Campinas, São Paulo, 12 de mayo de 1991) fue una activista y trabajadora doméstica brasileña. Gran parte de su vida como trabajadora doméstica, reconoció desde principios de su vida la violencia que sufrían las mujeres trabajadoras, así como su desvalorización. A lo largo de su vida, trabajó para cambiar esta percepción y para la mejora de las políticas públicas hacia las trabajadoras domésticas, y tuvo éxito en la creación de organizaciones que trabajaron para el reconocimiento del trabajo doméstico como trabajo para el derecho laboral.

## Muerte y legado
Melo murió el 12 de mayo de 1991 en Campinas y donó su hogar para que sea usado para el Sindicato dos Trabalhadores Domésticos. Se la reconoce como la fundadora del primer sindicato de empleados domésticos en el país y una pionera en el reconocimiento de los derechos laborales de los trabajadores domésticos. Su trabajo llevó a la creación de organizaciones similares en distintos estados y fue central para impulsar cambios que permitieron tomar al trabajo doméstico como trabajo a efectos del derecho laboral y previsional.

### Tributos
El 13 de octubre de 2020, Google celebró su 116 aniversario con la creación de un Google Doodle.